# Калинівка (Єланецька селищна громада)
Кали́нівка — село в Україні, у Єланецькій селищній громаді Вознесенського району Миколаївської області. Населення становить 944 особи. До 2020 року орган місцевого самоврядування — Калинівська сільська рада.
Неподалік села Калинівка знаходився радгосп ім. газети «Правда», керманич якого став ініціатором створення заказнику місцевого значення «Роза», на базі якого 17 липня 1996 було створено природний заповідник Єланецький степ.

## Населення

### Мова
Розподіл населення за рідною мовою за даними перепису 2001 року:
| Мова       | Кількість | Відсоток |
| ---------- | --------- | -------- |
| українська | 886       | 93.86%   |
| російська  | 39        | 4.13%    |
| румунська  | 10        | 1.06%    |
| вірменська | 8         | 0.85%    |
| білоруська | 1         | 0.10%    |
| Усього     | 944       | 100%     |